# Dicranota trichopyga
Dicranota (Rhaphidolabis) trichopyga là một loài ruồi trong họ Pediciidae. Chúng phân bố ở vùng sinh thái Nearctic.